# (90701) 1986 RC5
(90701) 1986 RC5 là một tiểu hành tinh vành đai chính. Nó được phát hiện bởi Henri Debehogne ở Đài thiên văn La Silla ở Chile ngày 2 tháng 9 năm 1986.